# Bồng Giang

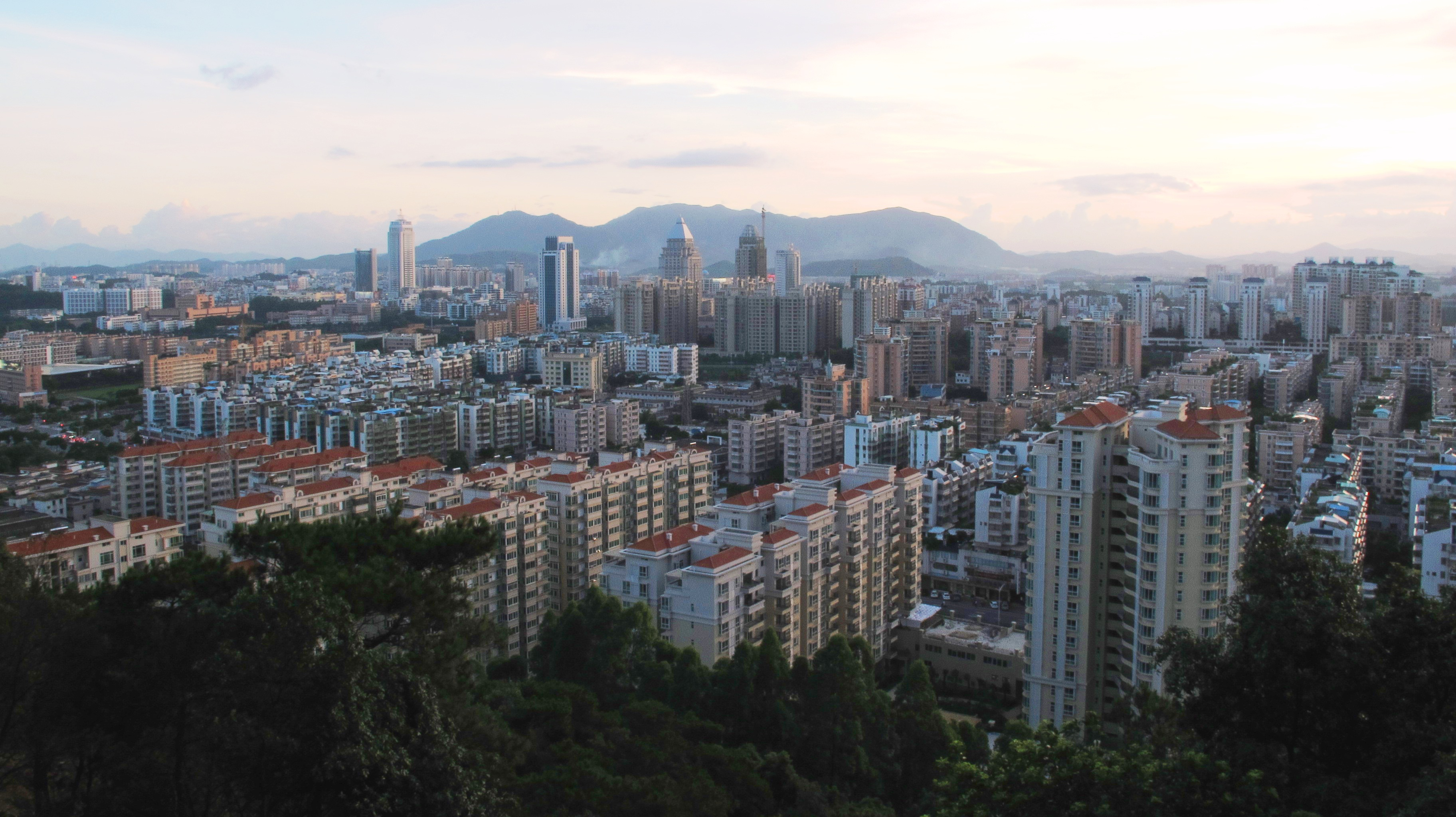
Bồng Giang

Bồng Giang (chữ Hán giản thể: 蓬江区, âm Hán Việt: Bồng Giang khu) là một quận thuộc địa cấp thị Giang Môn, tỉnh Quảng Đông, Cộng hòa Nhân dân Trung Hoa. Bồng Giang có diện tích 323,7 km², dân số năm 2004 là 436.400 người. Quận Bồng Giang có mã số bưu chính 529051, mã vùng điện thoại 0750. Chính quyền quận đóng ở số 18, đường Kiến Thiết Nhị, nhai đạo Hoàn Thị. Quận Bồng Giang được chia ra 6 nhai đạo và 3 trấn.
- Nhai đạo biện sự xứ: Hoàn Thị, Thương Hậu, Đề Đông, Bắc Nhai, Bạch Sa, Hồ Liên.
- Trấn: Đường Hạ, Hà Đường, Đỗ Nguyễn.